# Krapina Selo
 Krapina Selo  falu Horvátországban Krapina-Zagorje megyében. Közigazgatásilag Konjščinához tartozik.

## Fekvése
Krapinától 28 km-re délkeletre, községközpontjától 4 km-re északkeletre a megye keleti részén, a Horvát Zagorje területén a Korpona völgyében fekszik.

## Története
A településnek 1857-ben 174, 1910-ben 406 lakosa volt. Trianonig Varasd vármegye Zlatari járásához tartozott. 2001-ben 185 lakosa volt.

## Külső hivatkozások
Konjščina község hivatalos oldala